# ایرینا پرشینا
ایرینا پرشینا (روسی: Ирина Владимировна Першина؛ زادهٔ ۱۳ سپتامبر ۱۹۷۸) شناگر اهل روسیه بود.